# William M. Grundy
William (Will) M. Grundy (né en 1965) est un astronome américain.

## Biographie
Grundy est titulaire d'un doctorat (Ph.D.) de l'Université de l'Arizona qu'il a obtenu en 1995.
Les recherches de Will Grundy se portent sur les planètes externes glacées du système solaire, des satellites et des objets de la ceinture de Kuiper. Il se base sur de nombreuses observations et sur les techniques théoriques spatiales en laboratoire.
Il est impliqué dans divers projets d'études et de découvertes d'astéroïdes binaires de la ceinture de Kuiper, avec pour objectifs de déterminer leurs orbites et leurs masses mutuelles, en exploitant les données du télescope spatial Hubble.
Will est aussi connu comme expert en fromages français, dont il fait connaître les saveurs aux membres de l'observatoire Lowell.
L'astéroïde (39184) Willgrundy a été nommé en son honneur.

## Découvertes
Grundy a co-découvert de nombreux satellites de transneptuniens, dont Zoé, Actée, Pabu, Phorcys, Thorondor, Échidna, S/2015 (136472) 1.